# لاندمارك 81
لاندمارك 81 هي ناطحة سحاب تقع في مدينة هو تشي منه،فيتنام. يبلغ أرتفاع المبنى 461 متر وهو بذلك أعلى مبنى في فيتنام وجنوب شرق آسيا و16 في العالم.